# Nyctemera tessmanni
Nyctemera tessmanni är en fjärilsart som beskrevs av Embrik Strand 1912. Nyctemera tessmanni ingår i släktet Nyctemera och familjen björnspinnare. Inga underarter finns listade i Catalogue of Life.